# Saxe - Gambetta (métro de Lyon)
Saxe - Gambetta est une station des lignes B et D du métro de Lyon, située au croisement de l'avenue de Saxe, de l'avenue Jean-Jaurès et du cours Gambetta, dans le quartier de la Guillotière à la limite du 3e et du 7e arrondissement de Lyon, préfecture de la région Auvergne-Rhône-Alpes.
Elle est mise en service en 1981, lors de l'ouverture à l'exploitation du prolongement au sud de la ligne B, puis agrandie lors de l'ouverture à l'exploitation de la ligne D en 1991.
Il s'agit de la deuxième station la plus fréquentée du métro de Lyon, après la station Bellecour.

## Situation ferroviaire
La station Saxe - Gambetta est située au croisement des lignes B et D, entre les stations Jean Macé et Place Guichard - Bourse du Travail pour la ligne B et entre les stations Guillotière - Gabriel Péri et Garibaldi pour la ligne D.

## Histoire

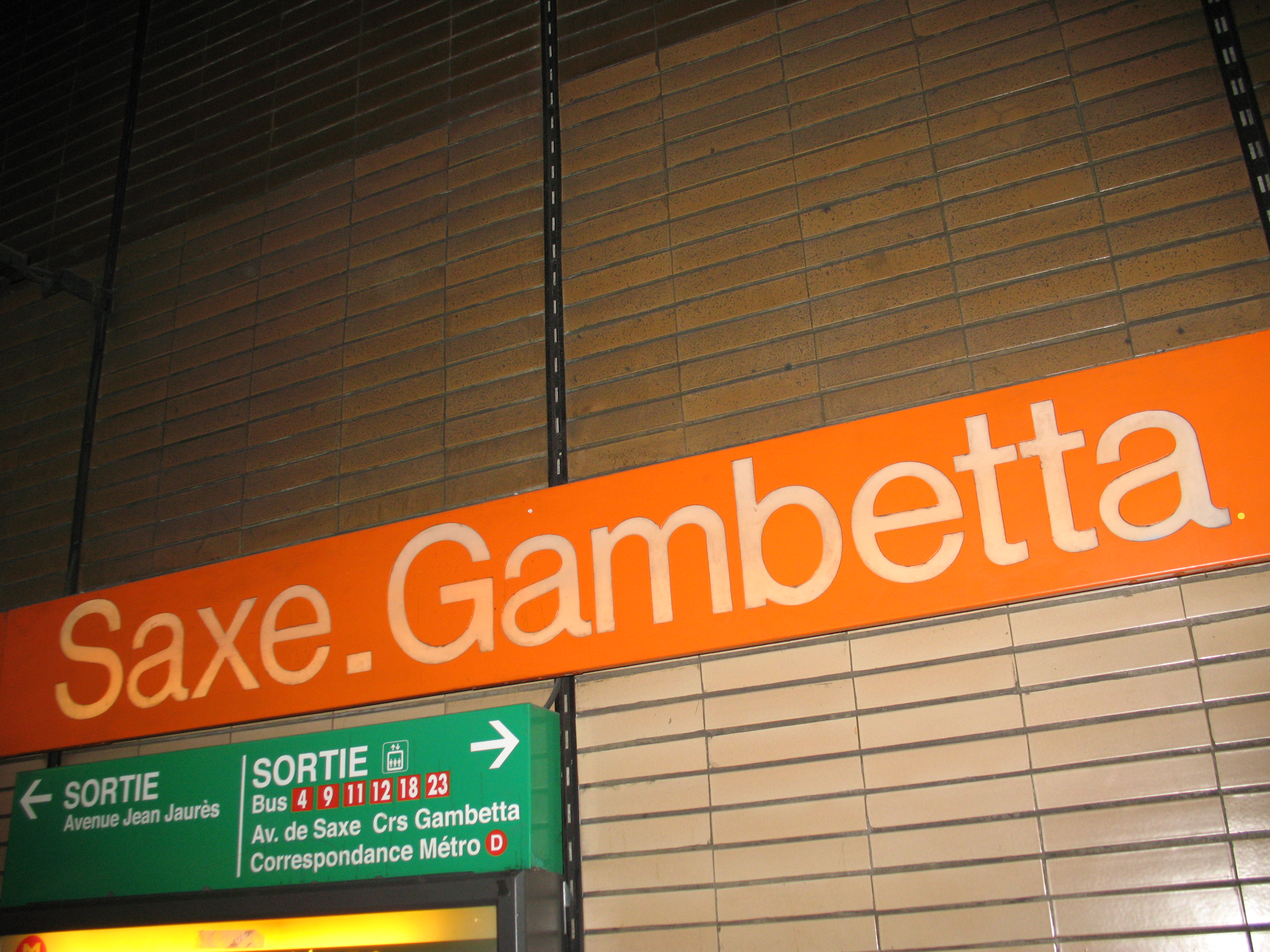
Caisson lumineux d'origine sur un quai de la ligne B.

La station « Saxe - Gambetta », est mise en service le 14 septembre 1981, lors de l'ouverture officielle de l'exploitation du prolongement de la ligne B du métro de Lyon de la station Gare Part-Dieu - Vivier Merle à la station Jean Macé.
Elle est construite, comme la plupart du prolongement de la ligne, dans un chantier à ciel ouvert sous le carrefour de l'avenue de Saxe, de l'avenue Jean-Jaurès et du cours Gambetta dans un axe suivant les deux avenues cités. Elle est édifiée suivant le plan général type des premières stations du métro de Lyon, deux voies encadrées par deux quais latéraux.
Elle a été dessinée par les architectes René Gimbert et Jacques Vergely.
La station de la ligne D est ouverte quant à elle le 9 septembre 1991, en même temps que le premier tronçon ouvert de la ligne D, entre Gorge de Loup et Grange Blanche, et est située dans l'axe du cours Gambetta au-dessus de la station de la ligne B, au niveau de la mezzanine, situation faisant que le cadre de la station de la ligne D est quasiment sous la chaussée,. Cette station est aussi construite selon le plan classique de deux voies encadrées par deux quais latéraux et son ouverture s'est accompagnée de l'équipement de la station d'ascenseurs pour l'accès aux personnes à mobilité réduite. Un raccordement de service existe à proximité de la station à l'est, sous l'avenue Félix-Faure.
La station est équipée de portillons d'accès depuis le 20 avril 2006. Il n'y a pas de personnel, des automates permettent l'achat et d'autres le compostage des billets, mais des commerces sont présents dans le couloir au niveau supérieur entre les quais de la ligne D et la mezzanine donnant accès aux quais de la ligne B.

## Service des voyageurs

### Accueil
La station compte huit accès, quatre encadrant le carrefour de l'avenue de Saxe, de l'avenue Jean-Jaurès et du cours Gambetta donnant sur le niveau supérieur qui accueille la ligne D et qui fait office de mezzanine, deux accès à l'est au niveau de la place Victor-Basch de part et d'autre du cours Gambetta donnant directement sur les quais de la ligne D et enfin deux accès au sud vers la place Emir Abd El-Kader de part et d'autre de l'avenue Jean-Jaurès donnant directement sur les quais de la ligne B. Elle dispose dans chacun des accès de distributeurs automatiques de titres de transport et de valideurs couplés avec les portillons d'accès.

### Desserte
Saxe - Gambetta est desservie par toutes les circulations de la ligne.

### Intermodalité
La station est desservie par quatre lignes majeures du réseau Transports en commun lyonnais (TCL), les lignes de trolleybus C4, C11 et C14 et la ligne de bus C12. La nuit, la ligne de bus Pleine Lune PL2 est de passage.
Outre les rues et places avoisinantes, elle permet de rejoindre à pied différents sites, notamment : l'annexe Saxe du lycée Ampère.

## Œuvre d'art
La station compte une œuvre d'art fixée au plafond dans le grand volume aérien au dessus des voies de la ligne B, du côté des escaliers reliant les deux niveaux de la station.
Il s'agit d'une sculpture en acier doré, réalisée par Jacques Bouget, qui est constituée de bandes d'acier enchevêtrés censée s'apparenter à la gestuelle de l’abstraction lyrique.